# Hydroxyzine
Hydroxyzine, được bán dưới tên thương hiệu Atarax trong số những người khác, là một loại thuốc kháng histamine. Nó được sử dụng trong điều trị ngứa, lo lắng và buồn nôn, bao gồm cả do say tàu xe. Nó được sử dụng bằng uống qua miệng hoặc tiêm cơ bắp.
Các tác dụng phụ thường gặp bao gồm buồn ngủ, đau đầu và khô miệng. Tác dụng phụ nghiêm trọng có thể bao gồm kéo dài QT. Hiện tại vẫn không rõ việc sử dụng nó trong khi mang thai hoặc cho con bú là an toàn hay không. Hydroxyzine hoạt động bằng cách ngăn chặn tác dụng của histamine. Nó thuộc họ hóa chất piperazine.
Hydroxyzine được Union Chimique Belge sản xuất lần đầu tiên vào năm 1956 và được Pfizer tại Hoa Kỳ chấp thuận bán vào cuối năm đó. Ở Anh, 28 liều có giá thấp hơn một pound. Tại Hoa Kỳ, chi phí bán buôn năm 2018 là khoảng 0,05 USD mỗi liều. Ở Hoa Kỳ, có khoảng 8 triệu đơn thuốc chứa hydroxyzine vào năm 2016.

## Sử dụng trong y tế
Hydroxyzine được sử dụng trong điều trị ngứa, lo lắng và buồn nôn do say tàu xe.
Hydroxyzine được kê đơn khi khởi phát trạng thái bệnh hữu cơ biểu hiện qua lo âu, như rối loạn lo âu tổng quát, hoặc trong các trường hợp nghiêm trọng khác là rối loạn tâm thần, và do đó được quy định như một phương tiện điều chỉnh chức năng bình thường. Hydroxyzine đã được chứng minh là có hiệu quả như thuốc bromazepam của benzodiazepine trong điều trị rối loạn lo âu tổng quát. Một tổng quan hệ thống đã kết luận rằng so với các thuốc chữa lo âu khác (benzodiazepin và buspirone), hydroxyzine tương đương về hiệu quả, khả năng chấp nhận và khả năng dung nạp.